# گئورگ آفریکیان
گئورگ مکرتچی آفریکیان (ارمنی: Գևորգ Մկրտչի Աֆրիկյան؛ انگلیسی: Georg Afrikean زادهٔ ۱۸۸۷ - درگذشته ۱۹۱۸)، شاعر و آموزگار اهل ارمنستان بود.

## زندگی‌نامه
وی در ۱۸۸۷ در آلکساندراپول به دنیا آمد . وی در زادگاهش آلکساندراپول و شوشی تحصیل نمود. آوتیک ایساهاکیان خواهرزاده وی بود.  وی در ۱۹۱۸ در سن ۳۱  سالگی درگذشت.